# 國師
国师，一如帝師，为古代天子帝王封赐德学兼备僧人與宗教人士的尊号。据《佛祖统纪》卷三十八说，南北朝時代北齐文宣帝天保元年（550年），诏高僧法常入宫讲《涅盘经》，尊为国师。因此高僧获得国师称号，一般以北齐时代（550年—577年）法常为始。不过这种国师的称号，在印度早已存在。公元1009年，李公蘊为报答拥立之功，封僧万行为国师。
佛教东传之后，西域亦有此称，傳至西夏，以国师兼功德司正。而元代则十分宠信喇嘛，对于喇嘛特赐或追谥为帝师、国师、三藏国师、灌顶国师者，不胜枚举。有些国师，兼有政治的权力。最著名的即八思巴。元世祖忽必烈于中统元年（1260年）以八思巴（1235年—1280年）为国师，授以玉印，统释教。十年后（1270年）又将其封为帝师、大宝法王。後此称号流传于青藏高原，如明末和硕特蒙古固始汗的称号即来源于此。
明清两代虽保留国师尊号，但受赐者及其礼遇已远不如元代，仅为宗教官员。明代对管理西藏的僧人首领也称为国师，秩五品，赐银印，三年一贡，并许其依律呼畢勒罕轉世承袭。清康熙44年康熙帝封章嘉呼图克图为国师，管理内蒙古地區的藏傳佛教事务。

## 中国的国师
- 清涼国師─清凉澄观，思想融合禪宗、天台宗及《起信論》，圭峰宗密的师傅，唐代宗、唐德宗、唐中宗、唐憲宗、唐穆宗、唐敬宗和唐文宗的国师。

## 日本的國師

### 淨土宗
- 大紹正宗國師─弁長，淨土宗第二祖。鎮西派之祖。聖光房。
- 普光觀智國師─慈昌，增上寺12世。受德川家康歸依。

#### 淨土宗西山派
- 鑑智國師─証空，淨土宗西山派之祖。尚有勅諡彌天國師之國師號。

### 臨濟宗
- 千光國師─榮西明庵，臨濟宗開祖、建仁寺。
- 聖一國師─圓爾（弁圓），東福寺開山。
- 法燈國師─心地覺心，妙光寺、安養寺（信州佐久）開山。信州味噌之祖。
- 聖光國師─慈雲妙意，國泰寺開山。
- 夢窓國師─夢窓疎石，南禪寺住職。天龍寺開基。惠林寺開山。歷代天皇贈夢窓・正覺・心宗・普濟・玄猷・佛統・大圓七個國師號，人稱七朝帝師。
- 大燈國師─宗峰妙超，大德寺開山。後醍醐・花園兩天皇贈正燈・興禪大燈等七個國師號。
- 大明國師─無關普門，南禪寺開山。東福寺3世。勅諡佛心禪師之禪師號。圓爾弁圓之弟子。
- 圓滿常照國師─無學祖元，圓覺寺開山。
- 圓通大應國師─南浦紹明，宗峰妙超之師。後年，止住博多崇福寺。和高峰顯日並稱天下之二大甘露門。
- 應供廣濟佛國國師─高峰顯日，後嵯峨天皇第三皇子。雲巖寺開山。師事無學祖元。和南浦紹明並稱天下之二大甘露門。
- 弘濟國師─一山一寧，慈雲寺開山。南禪寺3世。
- 本有圓成國師─關山慧玄，妙心寺開山。無相大師。尚有勅諡佛心・覺照・大定聖應・光德勝妙・自性天真・放無量光的國師號。師事宗峰妙超。
- 本覺國師─虎關師錬，著有佛教書『元亨釋書』。
- 正燈國師─寂室元光，永源寺開山。
- 知覺普明國師─春屋妙葩，相國寺第2世，事實上的開山。師事夢窓疎石。
- 聖鑑國師─無文元選，方廣寺開山。
- 佛慧正続國師─鄂隱慧奯，有名的五山文學作者。
- 佛德廣通國師─悟溪宗頓，勅諡大興心宗禪師之禪師號。
- 正法大聖國師─古岳宗亘，大德寺大仙院開祖。勅諡佛心正統禪師之禪師號。
- 大通智勝國師─快川紹喜，惠林寺。留下「心頭滅却火亦涼」之名句。
- 大圓寶鑑國師─愚堂東寔，妙心寺開祖。
- 大寶圓鑑國師─春屋宗園，大德寺三玄院開祖。
- 圓照本光國師─以心崇傳，江戶初期仕於幕府，人稱黑衣宰相。
- 普光國師─澤庵宗彭，大德寺住持。德川家光之師。
- 正宗國師─白隱慧鶴，臨濟宗中興之祖。作成許多和製公案。妙心寺首座。

### 曹洞宗
- 佛性傳東國師─道元，曹洞宗開祖。承陽大師。永平寺開山。
- 道光普照國師─孤雲懷奘，永平寺2世。
- 弘德圓明國師─瑩山紹瑾，總持寺開山。

### 黃檗宗
- 大光普照國師─隱元，黃檗宗開祖。真空大師。

### 華嚴宗
- 示觀國師─凝然，東大寺戒壇院長老。